# 春日型装甲巡洋艦
| 春日型装甲巡洋艦         | 春日型装甲巡洋艦 |
| ------------------------ | --- |
| 呉で撮影された「春日」。 | |
| 艦級概観                 | |
| 艦種                     | 装甲巡洋艦 |
| 艦名                     | 山名（春日） |
| 前級                     | 出雲型 |
| 次級                     | 筑波型 |
| 性能諸元                 | |
| 排水量                   | 常備：7,700トン 満載：8,100トン |
| 全長                     | 111.8m 104.97m（水線長） |
| 全幅                     | 18.71m |
| 吃水                     | 6.9m（常備） 7.3m（満載） |
| 機関                     | 形式不明石炭専焼円缶8基 ＋直立型三段膨張式三気筒レシプロ機関2基2軸推進 |
| 最大出力                 | 13,500hp |
| 最大速力                 | 20.0ノット |
| 航続距離                 | 10ノット/5,500海里 |
| 燃料                     | 石炭：1,180トン（満載時） |
| 乗員                     | 562名（日進は568名） |
| 兵装                     | アームストロング 1898年型 25.4cm（40口径）単装砲1基（日進：0基） アームストロング 1904年型 20.3cm（45口径）連装速射砲1基（日進：2基） アームストロング 1892年型 15.2cm（40口径）単装速射砲14基 アームストロング 7.6cm（40口径）単装速射砲8基 オチキス 4.7ｃm（40口径）単装機砲6基 マキシム 7.7mm機関銃2丁 45.7cm水中魚雷発射管単装4基 |
| 装甲                     | テルニ鋼製 舷側：70～150mm（水線面） 甲板：25～38mm 主砲バーベット部：100～150mm 司令塔：150mm |

春日型装甲巡洋艦（かすががたそうこうじゅんようかん）は、大日本帝国海軍が日露戦争前に購入した装甲巡洋艦。

## 概要

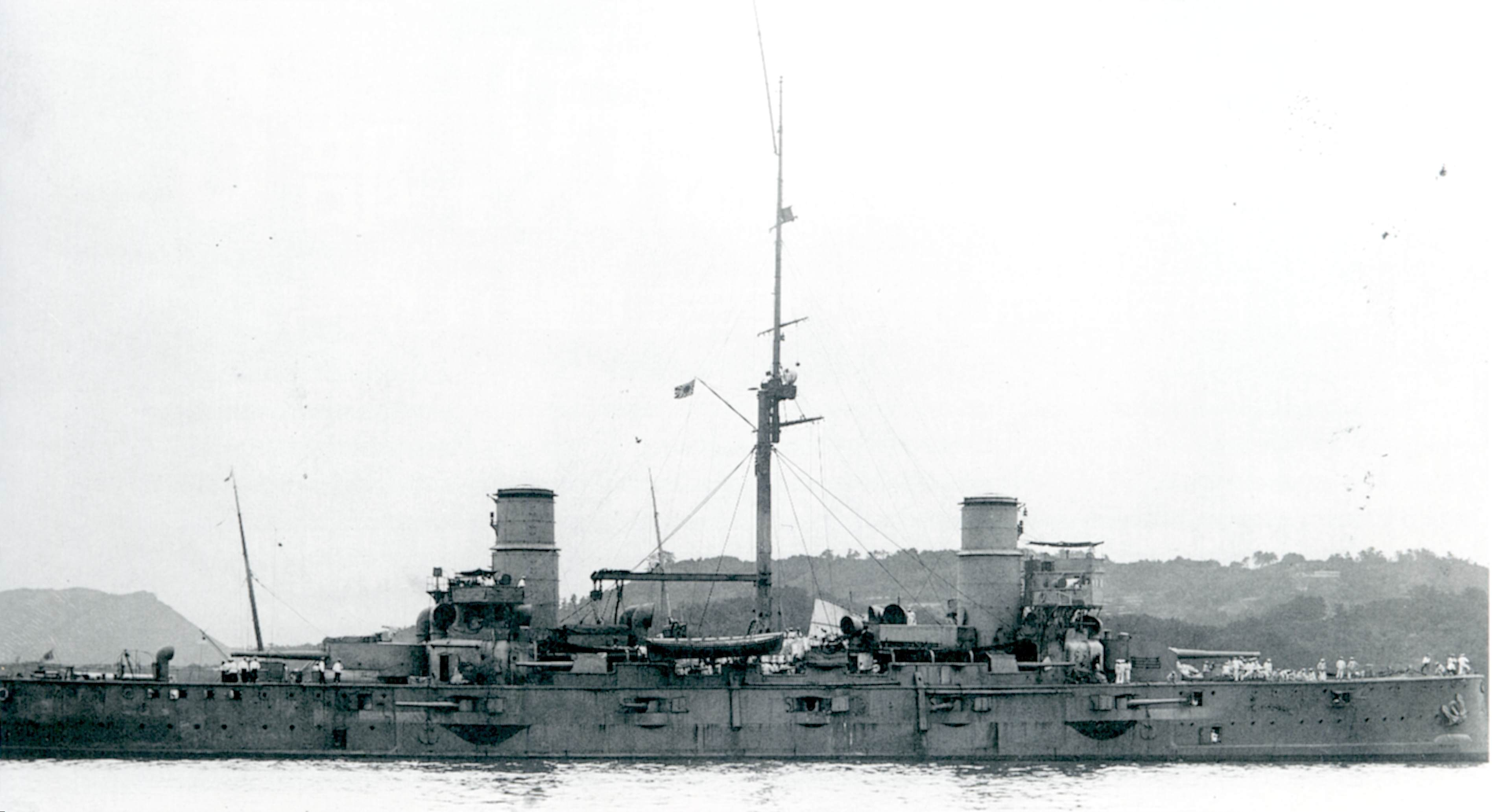
1905年に佐世保港で撮影された「春日」。前後対称の設計である。

日清戦争後、ロシアと日本では建艦競争が行われていたが、同じ頃チリとアルゼンチンでも建艦競争が行われていた。しかし英国の仲介によりチリとアルゼンチンでは1902年5月28日に協定が結ばれ、建造中の軍艦2隻ずつが売却されることとなり（南アメリカの建艦競争を参照）、ロシアと日本で購入競争となった。
先ず、チリがイギリスのアームストロング社に発注したコンスティトゥシオン級戦艦はロシアに売却されそうになり、日本の同盟国のイギリスがやむなく購入した。これがスウィフトシュア級戦艦である。
1903年（明治36年）、アルゼンチンがイタリアのアンサルド社に発注しジェノバ造船所で建造中だったジュゼッペ・ガリバルディ級装甲巡洋艦「リヴァダヴィア」と「モレノ」をイギリスが内々に日本に購入を促し、日露開戦直前に日本に売却され「リヴァダヴィア」は春日、「モレノ」は日進と命名された。イタリアから日本へ回航する際には、開戦となれば速やかに攻撃するためにロシア艦隊が追尾してきた。しかし回航を請け負ったアームストロング社員を護衛する名目で英国艦隊が支援した。結局開戦前にロシア艦隊は追尾を断念、2隻は無事横須賀港へ着いた。この時の春日の回航責任者は、鈴木貫太郎海軍中佐であった。
2隻は第3艦隊に属し旅順港閉塞作戦に参加した。特に春日の主砲である「アームストロング 25.4cm（40口径）砲」は連合艦隊の中で最も射程が長く、旅順口攻撃に投入され旅順要塞の要塞砲の射程外から楽々と旅順港内に撃ち込むことが出来たため、港に籠っているロシア旅順艦隊に一定の心理的影響を与えた。
春日と日進がともに第1艦隊として参加した日本海海戦の大勝利は、この2隻を売却したアルゼンチン政府や海軍も喜ばせた。これが縁となり、毎年5月27日の旧海軍記念日に開催される日本海海戦記念式典には、英国海軍武官とともにアルゼンチン海軍武官も招かれるのが通例となっている。

## 艦形

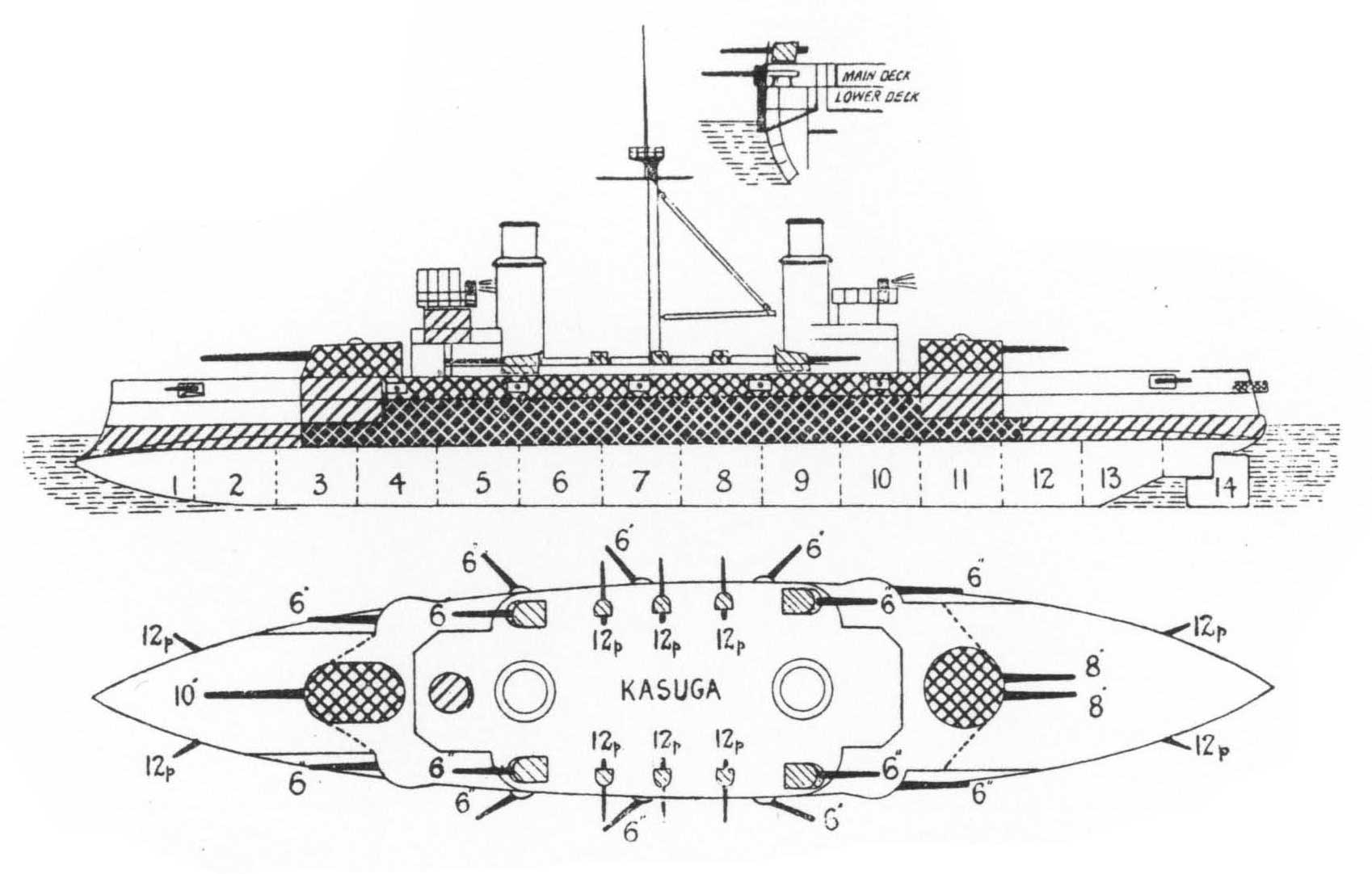
「春日」の武装と装甲の配置を示した図。「日進」は艦首の25.4cm単装砲塔を20.3cm連装砲塔に換装した以外はほぼ同じである。

本艦の基本設計は同年代のイタリア海軍の前弩級戦艦「エマニュエレ・フィリベルト級」の艦形を小型化し、装甲を減じ、代わりに速力を増加した艦として設計士官エドアルド・マスデアの手により纏められた。
船体形状は当時の主流である平甲板型船体で、艦首水面下に衝角を持つ艦首から前部甲板上に前向きに単装式の「アームストロング 1898年型 25.4cm（40口径）砲」を単装砲塔で1基を配置（「日進」は前後ともに20.3cm連装砲塔）、艦橋構造は司令塔を下部に組み込んだ船橋を両側に持つ箱型艦橋の背後の2本煙突は機関の缶室分離配置のために前後に放されており、船体中央部に二段の見張り所を持つ主マストが1本立ち、各見張り所には対水雷艇用に4.7cm単装機砲が前後に1基ずつ配置されていた。煙突の周囲には艦内への吸気用として煙管型の通風筒が立てられている。
煙突の周囲は艦載艇置き場となっており、その後ろは後ろ向きに20.3cm連装砲塔1基が配置。左右の舷側には1番煙突から2番煙突の間には15.2cm単装副砲が甲板上に2基、舷側ケースメイト配置で5基配置され片舷7基計14門搭載された。

### 主砲

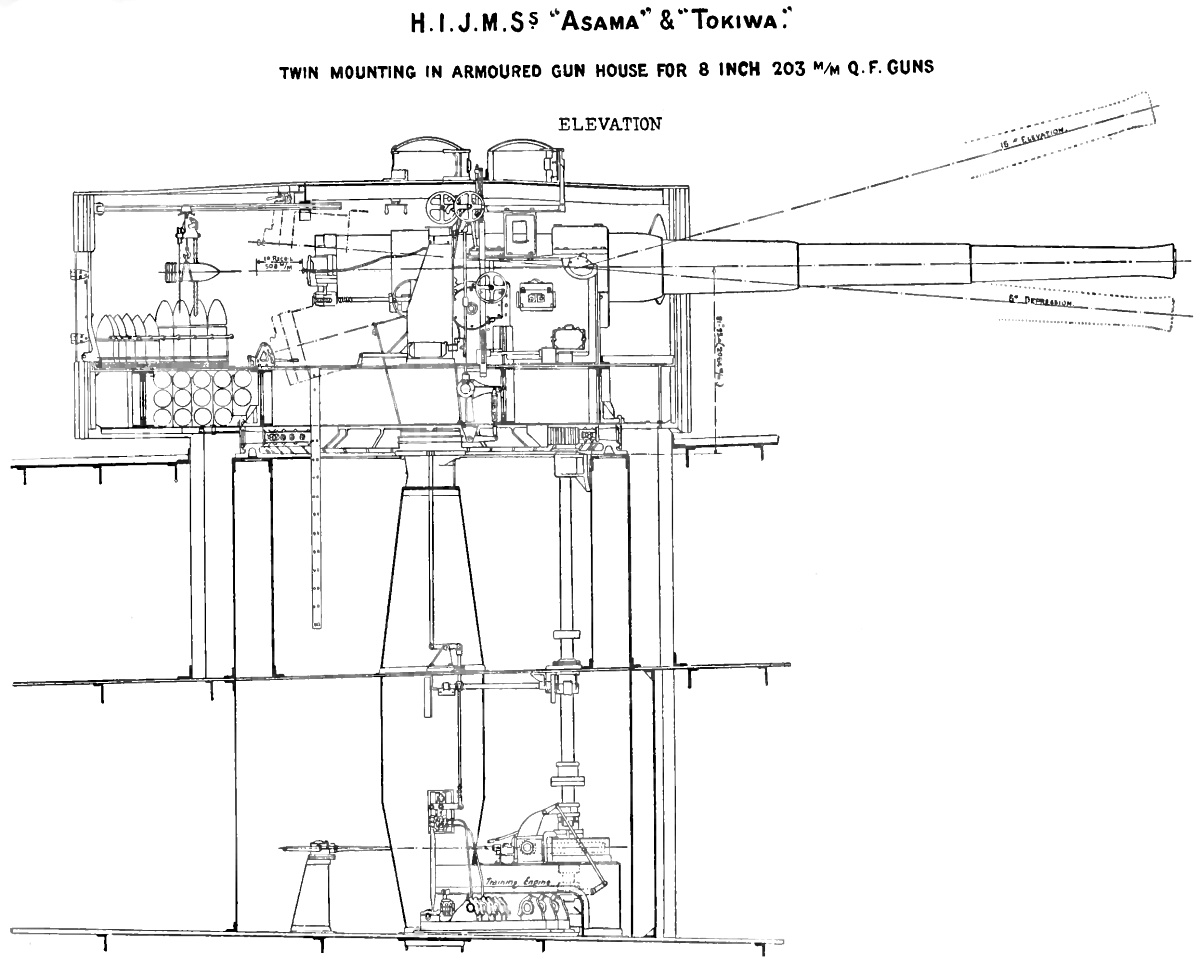
日本海軍の輸入装甲巡洋艦に広く用いられた「アームストロング 1904年型 20.3cm（45口径）速射砲」を示した図。説明では浅間型の物となっているが同じ物が採用されていた。

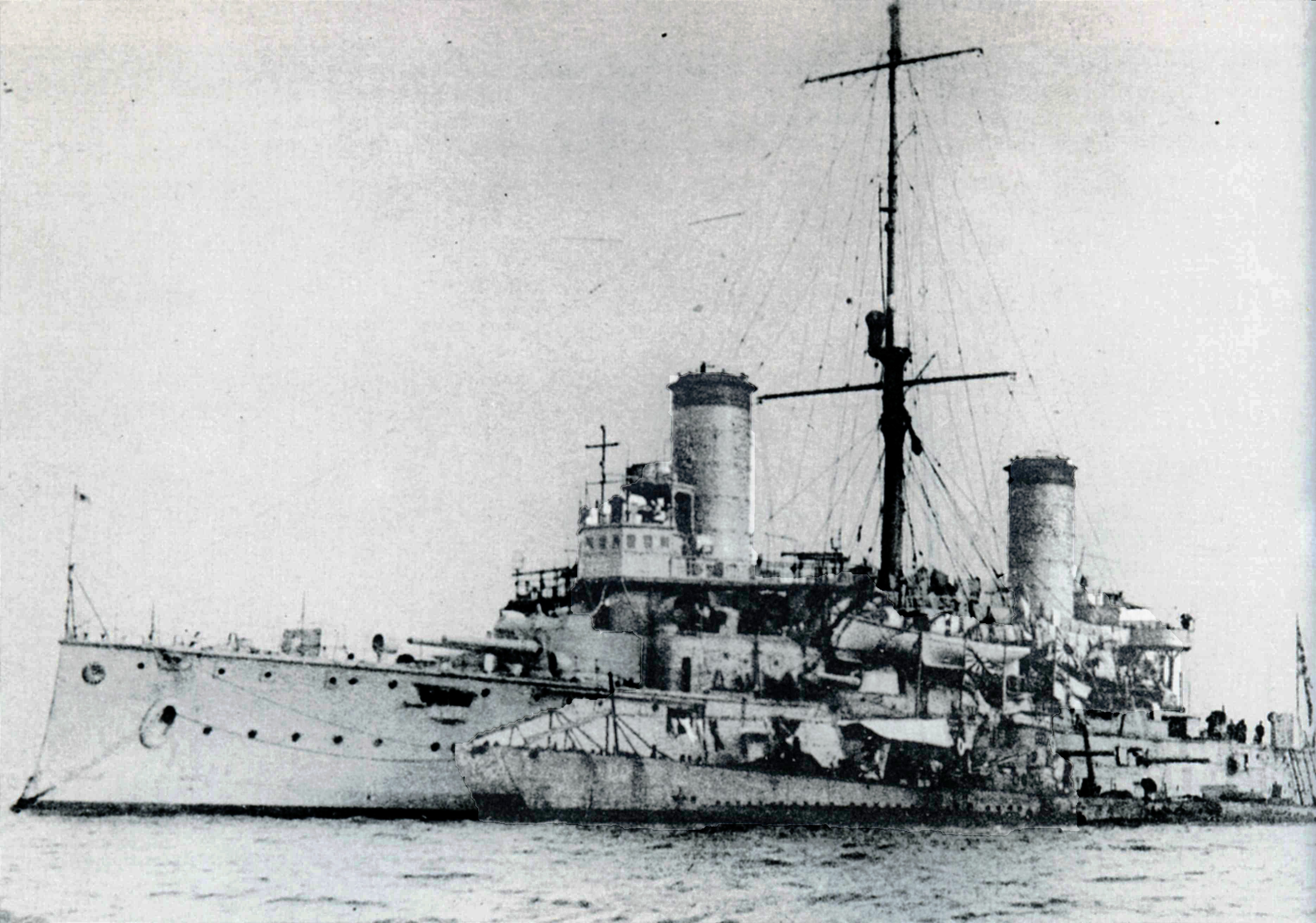
1919年にマルタ島で撮影された「日進」。本艦は姉妹艦と異なり、竣工時から主砲塔全てを20.3cm連装砲塔に統一してあった。傍らの潜水艦は戦利艦として日本に回航される事となったドイツ海軍のUボート「U90」。

「春日」主砲は当時のイタリア海軍でも艦砲はアームストロング社に一任してあったため、本型も「アームストロング 1898年型 25.4cm（40口径）砲」を採用した。その性能は227kgの砲弾を、最大仰角20度で18,000mまで届かせられた。この砲を新設計の単装式の砲塔に収めた。砲塔の俯仰能力は仰角20度・俯角5度である。旋回角度は単体首尾線方向を0度として左右125度の旋回角度を持つ、主砲身の俯仰・砲塔の旋回・砲弾の揚弾・装填は主に水圧で行われ、補助に人力を必要とした。発射速度は1分間に1.5発であった。
「春日」の副武装と「日進」の主武装は当時の日本海軍の防護巡洋艦「高砂」や装甲巡洋艦の主砲に広く用いられていた「アームストロング 1904年型 20.3cm（45口径）速射砲」を採用していた。その性能は113.4kgの砲弾を、最大仰角30度で18,000mまで届かせられた。この砲を新設計の連装式の砲塔に収めた。砲塔の俯仰能力は仰角20度・俯角5度である。旋回角度は単体首尾線方向を0度として左右125度の旋回角度を持つ、主砲身の俯仰・砲塔の旋回・砲弾の揚弾・装填は主に水圧で行われ、補助に人力を必要とした。発射速度は1分間に2発であった。

### その他の備砲・水雷兵装
副砲は建造元のイタリアがイギリス企業に依存していたため「アームストロング 1892年型 15.2cm（40口径）速射砲」を採用した。この砲はイギリス前弩級戦艦「ロイヤル・サブリン級」やイタリア前弩級戦艦「レ・ウンベルト級」の副砲にも採用されている優秀砲である。その性能は45.3kgの砲弾を、最大仰角15度で9,140mまで届かせられた。この砲を単装砲架で舷側ケースメイト（砲郭）配置で片舷6基ずつ計12基を配置した。俯仰能力は仰角15度・俯角3度である。旋回角度は舷側方向を0度として左右150度の旋回角度を持つ、砲身の俯仰・砲塔の旋回・砲弾の揚弾・装填は主に人力を必要とした。発射速度は1分間に5～7発と速かった。他に対水雷艇迎撃用に
「アームストロング 7.6cm（40口径）単装速射砲」を単装砲架で片舷4基ずつ計8基、近接戦闘用としてこの時代の軍艦に広く採用されたフランスのオチキス社の「オチキス 4.7cm（40口径）機砲」を単装砲架で6基装備した。対艦攻撃用に45.7cm水中魚雷発射管を舷側部に単装で片舷2基の計4基を配置するなど、小型の船体に数多くの武装を配置していた。

## 防御
本艦の防御力は排水量の割に優秀で、舷側装甲は末端部でさえ70mm、中央部は150mmにも達する重厚な水線部装甲を持っていた。砲塔防御も前盾が150mmもあった。

## 同型艦
- 春日
- 日進